# Río Aarhus
El río Aarhus (en danés: Aarhus Å) es un río o arroyo de 40 kilómetros de longitud situado en el este de Jutlandia, Dinamarca.
El río fluye por el gran valle fluvial de Aarhus Ådal. El valle en sí se extiende desde Silkeborg hasta la ciudad costera de Aarhus, pero el río Aarhus sólo atraviesa las partes más orientales. El río drena una cuenca de 324 km2 en la parte oriental de Søhøjlandet y desemboca en la bahía de Aarhus, que es una embocadura del Kattegat. Nace a 54 metros sobre el nivel del mar en la pantanosa ciénaga de Astrup Mose, cerca del lago Stilling-Solbjerg, al suroeste de la ciudad de Aarhus (56°6′ de latitud norte, 10°9′ de longitud este) y desemboca en el puerto de Aarhus a 56°9′ de latitud norte, 10°13′ de longitud este. El río define la frontera entre Skanderborg y el municipio de Aarhus durante sus primeros kilómetros.

## Historia

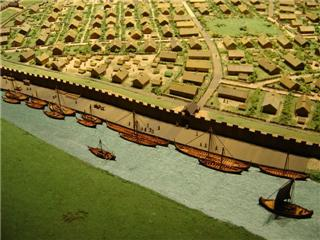
El río Aarhus fue importante para el desarrollo inicial de Aarhus desde el

El río Aarhus ha sido importante para el desarrollo de la ciudad de Aarhus desde su fundación a principios de la época vikinga, y las investigaciones arqueológicas e históricas sugieren que jugó un papel crucial en los orígenes de la ciudad.
Hasta finales del siglo XX, en el río Aarhus se pescaba una gran cantidad de anguilas y, en menor medida, lucios. Varias familias, a menudo instaladas en los molinos del río, vivían de ello, siendo el lago Brabrand el lugar de pesca más productivo. Como ocurrió en todo el mundo, la anguila sufrió un rápido declive y, con ella, la industria pesquera local del río Aarhus. A lo largo del siglo XX, el río y su ecosistema sufrieron un grave declive debido a la contaminación por nutrientes de las aguas residuales domésticas y la escorrentía de las tierras de cultivo. En la actualidad, tras algunos costosos esfuerzos para restaurar los efectos dañinos de la eutrofización destructiva, el ecosistema y la biodiversidad del río Aarhus se están recuperando y vuelven a incluir una amplia gama de especies de peces. Dos antiguas piscifactorías situadas a lo largo del río Aarhus, en Pinds Mølle y Gammel Harlev, se han reconvertido en lugares de pesca deportiva de truchas.

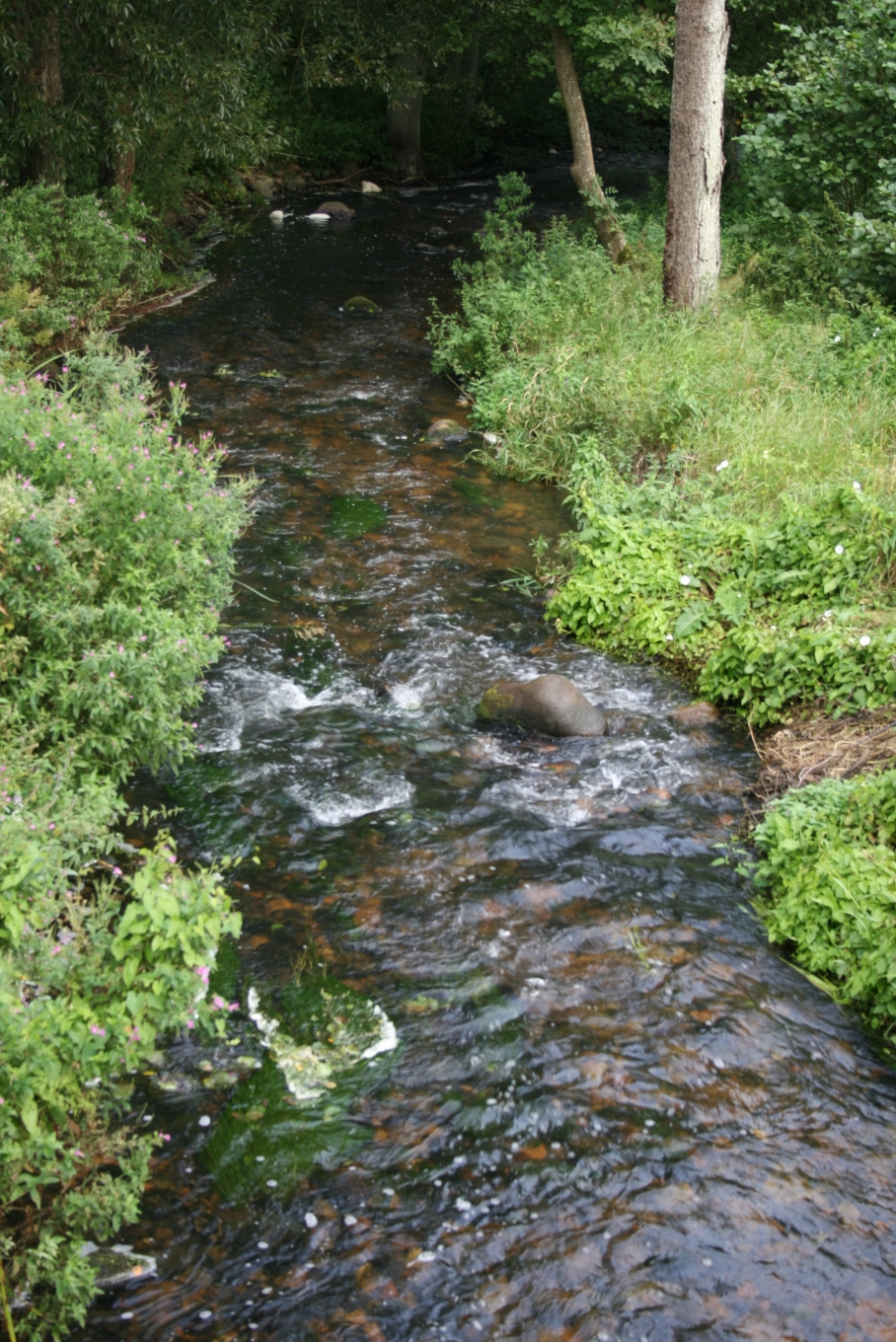
En. Antes del lago Brabrand, el Aarhus es más bien pequeño.

Con el avance del automóvil, el recorrido del río por la ciudad de Aarhus se pavimentó y cubrió de carreteras entre 1930 y 1958. En el proceso, el último tramo largo recibió el nombre de Åboulevarden y creó una nueva ruta de transporte hacia el próspero puerto industrial. En 1989, se decidió políticamente que el río Aarhus debía abrirse de nuevo, y el proyecto comenzó en septiembre de 2005. En 2008 se inauguró el tramo reabierto del río en Åboulevarden, y comenzaron las obras del último tramo en el frente del puerto, que terminaron en 2015.